# جاكوب سنايدر
جاكوب سنايدر (بالإنجليزية: Jacob Snyder)‏ هو مهندس معماري أمريكي، ولد في 12 مارس 1823، وتوفي في 29 ديسمبر 1890.